# WTA Phoenix
Das WTA Phoenix (offiziell: Virginia Slims of Arizona) war ein Tennisturnier der WTA Tour, das in Phoenix, Arizona ausgetragen wurde.

## Siegerliste

### Einzel
| Jahr                  | Siegerin            | Finalgegnerin       | Ergebnis      |
| --------------------- | ------------------- | ------------------- | ------------- |
| 1971                  | Billie Jean King    | Rosie Casals        | 7:5, 6:1      |
| 1972                  | Billie Jean King    | Margaret Court      | 7:6, 6:3      |
| 1973                  | Billie Jean King    | Nancy Richey        | 6:1, 6:3      |
| 1974                  | Virginia Wade       | Helen Gourlay       | 6:1, 6:2      |
| 1975                  | Nancy Richey        | Virginia Wade       | 4:6, 7:5, 6:4 |
| 1976                  | Chris Evert         | Dianne Fromholtz    | 6:1, 7:5      |
| 1977                  | Jillie Jean King    | Wendy Turnbull      | 1:6, 6:1, 6:0 |
| 1978                  | Martina Navratilova | Tracy Austin        | 6:4, 6:2      |
| 1979                  | Martina Navratilova | Chris Evert         | 6:1, 6:3      |
| 1980                  | Regina Maršíková    | Wendy Turnbull      | 7:6, 7:6      |
| 1986                  | Beth Herr           | Ann Henricksson     | 6:0, 3:6, 7:5 |
| 1987                  | Anne White          | Dianne Balestrat    | 6:1, 6:2      |
| ↓ Kategorie: Tier V ↓ |                     |                     |               |
| 1988                  | Manuela Maleeva     | Dianne Van Rensburg | 6:3, 4:6, 6:2 |
| 1989                  | Conchita Martínez   | Elise Burgin        | 3:6, 6:4, 6:2 |

### Doppel
| Jahr                  | Siegerinnen                          | Finalgegnerinnen                  | Ergebnis      |
| --------------------- | ------------------------------------ | --------------------------------- | ------------- |
| 1971                  | Rosie Casals Billie Jean King        | Judy Tegart Dalton Françoise Dürr | 6:3, 6:2      |
| 1972                  | Rosie Casals Wendy Overton           | Françoise Dürr Betty Stöve        | 6:4, 6:3      |
| 1973                  | Kerry Harris Kerry Melville          | Rosie Casals Billie Jean King     | 6:4, 6:4      |
| 1974                  | Françoise Dürr Betty Stöve           | Mona Schallau Pam Teeguarden      | 6:3, 5:7, 6:3 |
| 1975                  | Françoise Dürr Betty Stöve           | Rosie Casals Martina Navratilova  | 6:7, 6:4, 6:0 |
| 1976                  | Billie Jean King Betty Stöve         | Linky Boshoff Ilana Kloss         | 6:2, 6:1      |
| 1977                  | Billie Jean King Martina Navratilova | Helen Gourlay Joanne Russell      | 6:1, 7:5      |
| 1978                  | Tracy Austin Betty Stöve             | Martina Navratilova Anne Smith    | 6:4, 6:7, 6:2 |
| 1979                  | Betty Stöve Wendy Turnbull           | Rosie Casals Chris Evert          | 6:4, 7:6      |
| 1980                  | Pam Shriver Paula Smith              | Ann Kiyomura Candy Reynolds       | 6:0, 6:4      |
| 1986                  | Susan Mascarin Betsy Nagelsen        | Linda Gates Alycia Moulton        | 6:3, 5:7, 6:4 |
| 1987                  | Penny Barg Beth Herr                 | Mary-Lou Piatek Anne White        | 2:6, 6:2, 7:6 |
| ↓ Kategorie: Tier V ↓ |                                      |                                   |               |
| 1988                  | Elise Burgin Rosalyn Fairbank        | Beth Herr Terry Phelps            | 6:7, 7:6, 7:6 |
| 1989                  | Penny Barg Peanut Louie-Harper       | Elise Burgin Rosalyn Fairbank     | 7:6, 7:6      |